# Allantoma lineata
Allantoma lineata ist eine Pflanzenart aus der Gattung Allantoma innerhalb der Familie der Topffruchtbaumgewächse (Lecythidaceae). Sie gedeiht in Gebieten um den Amazonas vom südlichen Venezuela und bis nördlichen Brasilien.

## Beschreibung
Allantoma lineata ist ein kleiner bis großer Baum der bis etwa 20 Meter hoch wächst. Die braune bis gräuliche Borke ist schuppig.
Die kurz gestielten Laubblätter sind einfach, wechselständig und nicht in endständigen Gruppen angeordnet. Sie sind kahl, zugespitzt, ganzrandig und bis über 23 Zentimeter lang. Der Blattrand ist knapp umgebogen, der Blattstiel ist bis 2 Zentimeter lang.
Die Blütenstände sind endständige oder fast endständige Trauben oder einfach verzweigte Rispen. Die weißen bis gelblichen und fast sitzenden bis kurz gestielten Blüten sind radiärsymmetrisch mit doppelter Blütenhülle. Der kleine, verwachsene Kelch ist undeutlich fünf- oder sechslappig an einem kleinen, röhrigen Blütenbecher. Die fleischige Krone hat fünf oder sechs Kronblätter. Das Androeceum ist zu einer leicht asymmetrischen, kahlen Röhre verwachsen, mit oben acht bis zehn nach innen gebogene Zipfeln, an denen die Staubbeutel sitzen, die restlichen der insgesamt über 30 Staubbeutel sitzen verteilt in der Röhre. Der  unterständige Fruchtknoten mit kurzem Griffel besitzt vier bis fünf, selten drei Fächer, jede Scheidewand trägt rund 20 Samenanlagen.
Die länglich zylindrischen, bis 18 Zentimeter langen, vielsamigen und holzigen Kapselfrüchte öffnen sich kreisförmig mit einem Deckel dem die Columella anhaftet. Die zur Reife ungeflügelten Samen, die Flügel sind abortiv, sind länglich und bis 6 Zentimeter lang. Die Samenschale (Testa) ist hart und holzig und der abgeflachte Funiculus hinfällig.

## Ökologie
Zur Bestäubung liegen keine Erkenntnisse vor, aufgrund der Ähnlichkeit der Blüten mit jener der verwandten und käferbestäubten Gattung Grias wird aber eben Bestäubung durch Käfer angenommen. Die Samen werden durch Wasser verbreitet.

## Verbreitung
Allantoma lineata ist heimisch in Gebieten im amazonischen Venezuela sowie in Brasilien am Rio Negro, am Oberlauf des Orinoko sowie der Zuflüsse des unteren Amazonas.

## Systematik
Die Gattung Allantoma wurde 1874 mit der Erstbeschreibung der Typusart Allantoma lineata durch John Miers aufgestellt. Die Gattung Allantoma gehört zur Unterfamilie Lecythidoideae innerhalb der Familie Lecythidaceae.
Bis 2008 war Allantoma lineata die einzige Art Gattung Allantoma. 2008 wurden durch Mori et al. sieben Arten der Gattung Cariniana zu den Allantoma gestellt.

## Verwendung
Das mittelschwere und mäßig beständige Holz wird für einige Anwendungen genutzt. Es ist bekannt als Tauari oder Vermelho.